# 龙异阁
龙异阁，北宋时西南龙番（五姓番之一）首领，五姓番大约在今贵州省惠水县一带。
西南番族即今布依族。五姓蕃为龙、方、张、石、罗五姓，领地在今贵州中南部。龙异阁初为知静蛮军、蕃落使，守天圣大王。治平四年（1067年），龙异阁入觐宋英宗，诏为武宁将军，封其属将及郎将241人。熙宁六年（1073年），与罗蕃、方蕃、石蕃等890人入朝朝贡，进贡丹砂、毡、马，宋神宗赐给他们袍带、钱帛等。其后每年都朝贡，龙蕃入贡者至四百人，往返万里。元丰以后，改为五岁一贡。龙氏为诸蕃之首，贡奉频繁。元祐五年（1090年）、元祐八年（1093年）和绍圣四年（1097年）都进献方物。